# Bulbophyllum crassipetalum
Bulbophyllum crassipetalum là một loài phong lan thuộc chi Bulbophyllum.